# Algerijnse zandloper
De Algerijnse zandloper of grote zandloper (Psammodromus algirus) is een hagedis uit de familie echte hagedissen (Lacertidae).

## Naam en indeling
De wetenschappelijke naam van de soort werd voor het eerst voorgesteld door Carl Linnaeus in 1758. Oorspronkelijk werd de naam Lacerta algira gebruikt. De soortaanduiding algirus betekent vrij vertaald 'uit Algerije'.

## Uiterlijke kenmerken
De Algerijnse zandloper bereikt een totale lichaamslengte tot ongeveer 25 centimeter waarvan twee derde bestaat uit de lange staart. De grootste exemplaren kunnen tot 30 cm lang worden. Het is hierdoor de grootste soort uit het geslacht Psammodromus. De mannetjes worden gemiddeld iets groter dan de vrouwtjes.
De hagedis heeft een langwerpig en rolrond lichaam en is te herkennen aan de grote, gekielde schubben die elkaar overlappen. Dergelijke schubben komen ook bij de kielhagedissen uit het geslacht van de kielhagedissen (Algyroides) voor. De poten staan bij de zandlopers iets van elkaar af en aan weerszijden van de rug lopen twee lichte strepen. Ook aan iedere onderzijde van de flank zijn twee lichtere strepen in de lengte aanwezig. De flanken zijn lichtbruin, en de rug iets donkerder. De mannetjes hebben vaak donker omzoomde blauwe vlekken boven de voorpoten en krijgen in de paartijd een oranje tot rode keel en kop, en een rij blauwe vlekken in de flanken. Bij vrouwtjes ontbreken de rode kleuren en zijn de blauwe vlekken valer.

### Onderscheid met andere soorten
De Algerijnse zandloper is alleen te verwarren met de Spaanse zandloper (Psammodromus hispanicus), die echter de helft kleiner blijft. Daarnaast zijn de schubben aan de keelzijde naar achteren toe groter, enigszins vierkant van vorm en in rijen gepositioneerd, de keelschubben van de Spaanse zandloper zijn naar achteren toe net als aan de voorzijde van de keel klein en afgerond en niet gerangschikt in rijen.

## Verspreiding en habitat
De Algerijnse zandloper komt voor in delen van zuidelijk Europa en delen van noordelijk Afrika, en leeft in de landen Algerije, Frankrijk, Italië, Marokko, Portugal, Spanje en Tunesië. Binnen Europa komt de soort vooral voor op het Iberisch Schiereiland en rond de Middellandse Zeekust van Frankrijk. Ook in noordelijk Afrika bestaan populaties, in Algerije komt de hagedis alleen in het noorden voor.
De habitat bestaat uit zeer warme en droge gebieden, de hagedis neemt graag een zonnebad en is eenmaal opgewarmd erg actief. De habitat bestaat uit zanderige streken als verstuivingen, duinen, droge bosranden en ook zandstranden zijn een geschikte biotoop. De soort komt voor tot een hoogte van 2600 meter boven zeeniveau. Ook in sterk door de mens aangepaste omgevingen zoals tuinen en parken is de hagedis veelvuldig te vinden.

## Levenswijze
De hagedis jaagt actief op prooien als insecten en andere kleine ongewervelden die al rennend worden gevangen. De Algerijnse zandloper is bodembewonend en kan razendsnel over zand rennen, maar kan ook snel over hellingen en muren lopen. Als de hagedis in het nauw wordt gebracht, worden fluitende geluiden gemaakt. Waarschijnlijk dienen deze niet alleen om af te schrikken, maar worden ook gebruikt tijdens gevechten tussen mannetjes en om een vrouwtje te lokken.
In het grootste deel van het areaal vindt de paring plaats in april, de mannetjes zoeken een vrouwtje en bijten haar in de nek terwijl het lichaam onder dat van het vrouwtje wordt gebogen om contact te maken. Na ongeveer twee tot drie weken worden de eitjes afgezet in het zand, per legsel zijn dit er twee tot elf. De eitjes komen na vijf tot zes weken rond juli uit waarna de juvenielen verschijnen, die te herkennen zijn aan de rode kleur flanken. Vijanden van de Algerijnse zandloper zijn voornamelijk roofvogels en slangen.

## Afbeeldingen

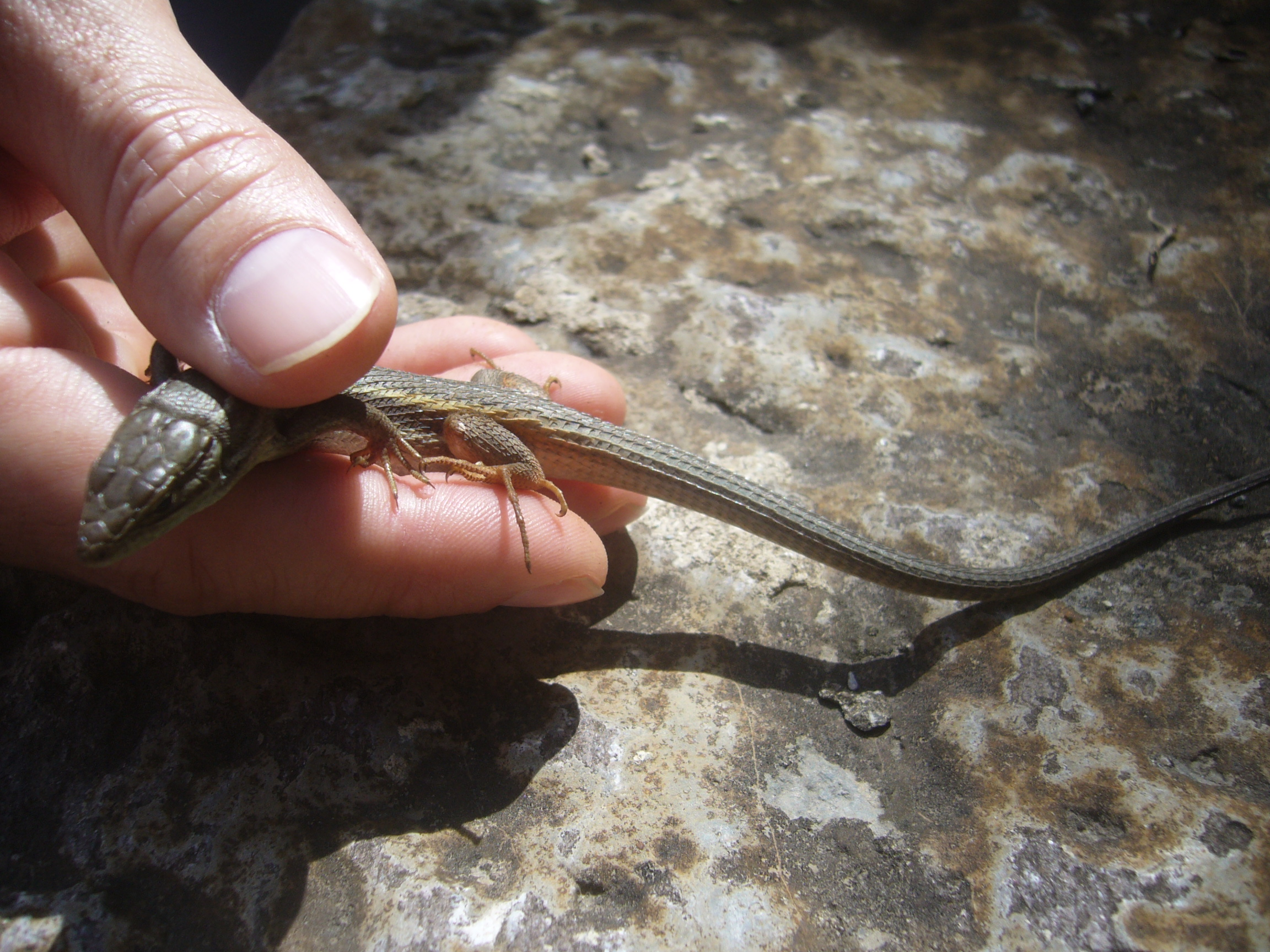
Bij hantering worden geluiden gemaakt.
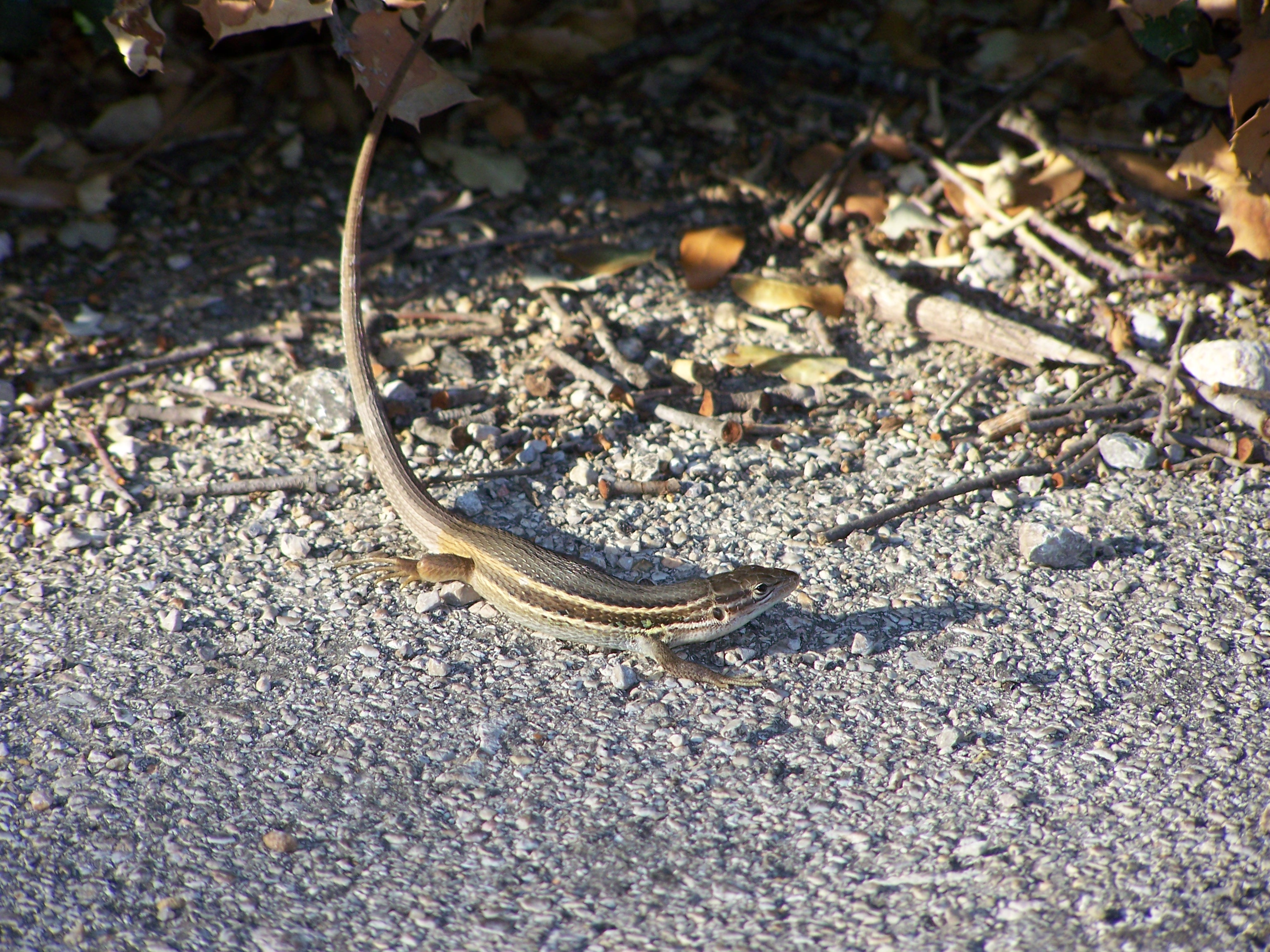
Iedere flank heeft twee lichte strepen.
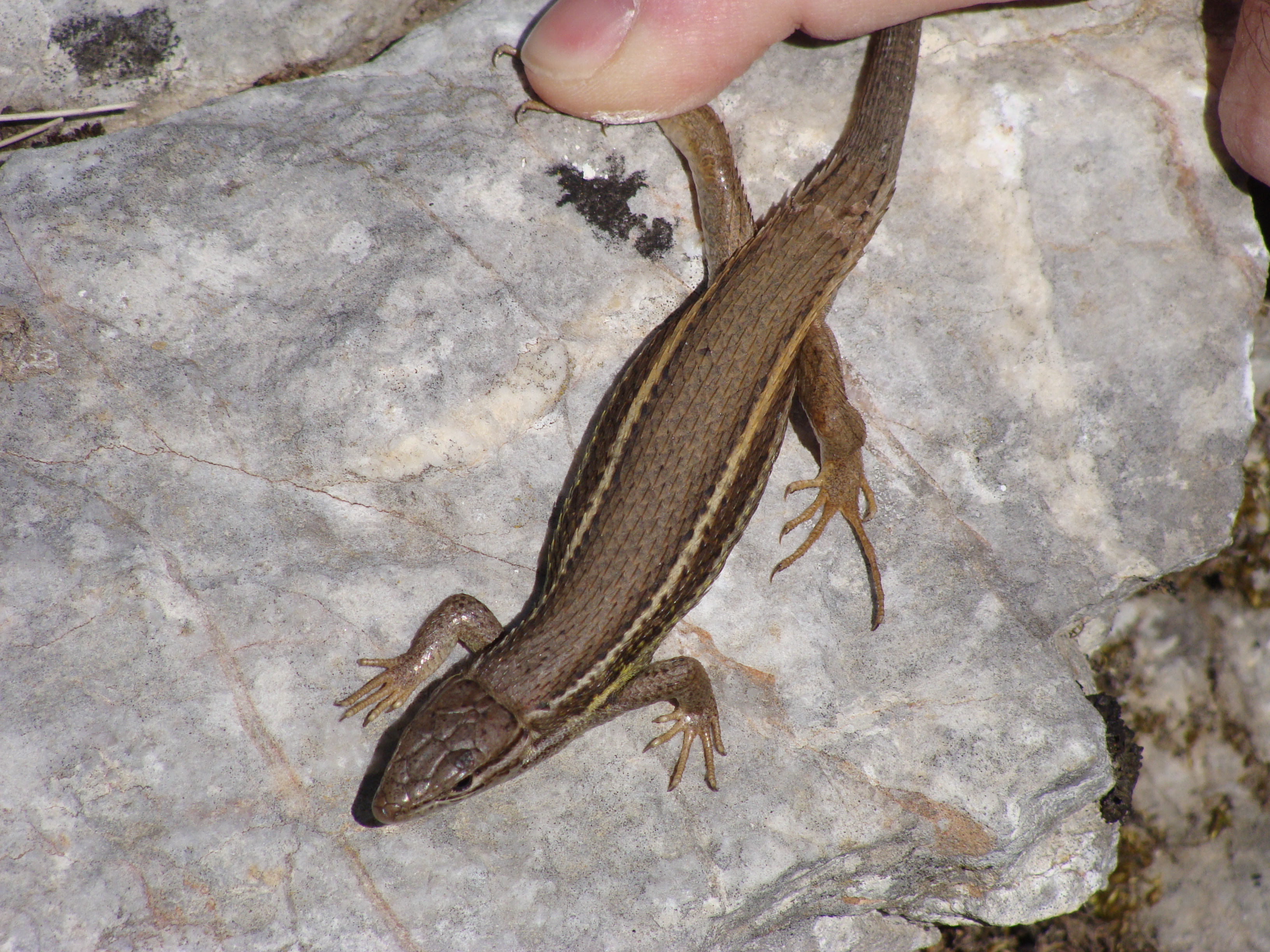
De schubben zijn gekield.